# Fridolin Anderwert

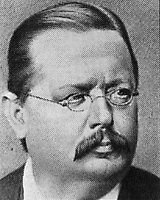
Fridolin Anderwert

Fridolin Anderwert (ur. 19 września 1828, zm. 25 grudnia 1880) – szwajcarski polityk, członek Rady Związkowej od 12 grudnia 1875 do śmierci. Kierował departamentem sprawiedliwości i policji (1876-1880).
Był członkiem Radykalno-Demokratycznej Partii Szwajcarii.
Pełnił także funkcje przewodniczącego Rady Narodowej (1870–1871) oraz wiceprezydenta Konfederacji (1880).